# 拉塞朗
拉塞朗（法語：Lasséran，法語發音：[laseʁɑ̃]）是法国热尔省的一个市镇，属于欧什区。

## 地理
拉塞朗（43°35'31"N, 0°32'15"E）面积15.06 平方千米，位于法国奧克西塔尼大區热尔省，该省份为法国西南部内陆省份，北起顺时针与洛特-加龙省、塔恩-加龙省、上加龙省、上比利牛斯省、大西洋比利牛斯省和朗德省接壤。
与拉塞朗接壤的市镇（或旧市镇、城区）包括：欧什、巴朗、拉瑟布普罗普尔、帕维、圣让勒孔塔勒。

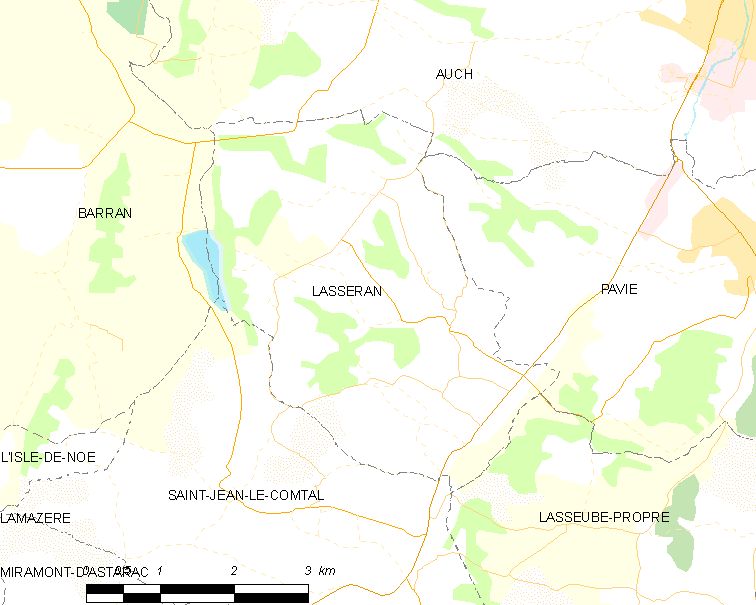
拉塞朗的OSM定位图

拉塞朗的时区为UTC+01:00、UTC+02:00（夏令时）。

## 行政
拉塞朗的邮政编码为32550，INSEE市镇编码为32200。

## 政治
拉塞朗所属的省级选区为欧什第一县。

## 人口

1962-2008年间拉塞朗人口变化图示

拉塞朗于2022年1月1日时的人口数量为350人。